# Гомес, Эдуардо Коррал
Эдуардо Коррал Гомес (28 октября 1919 — 29 января 1972) — солдат армии США, ветеран Корейской войны, удостоился медалью Почёта за свои действия в ходе битвы за Табу-донг 3 сентября 1950 года.
Гомес родился 28 октября 1919 года в г. Лос-Анджелес, штат Калифорния, вступил в армию США 9 февраля 1949 года.

Племянник Эдуардо Гомеса Пит Коралл принимает медаль Почёта за своего дядю от президента США Барака Обамы в ходе церемонии в Белом доме 18 марта 2014 года.

За свои героические действия в ходе службы в ходе Корейской войны, награждён посмертно медалью Почёта 18 марта 2014 года.
Гомес отличился в ходе оборонительного боя, который вела его рота. Гомес вывел из строя вражеский танк и получив ранение при отходе на позиции, отказывался от эвакуации и медицинской помощи и вёл огонь по противнику пока его рота не организовала оборонительный периметр.
Награждение состоялось согласно Закону об оборонных полномочиях принятому с целью пересмотра солдат еврейского и испанского происхождения ветеранов Второй мировой, Корейской и Вьетнамской войн для гарантии отсутствия предрассудков в отношении заслуживших награждения медалью Почёта.
Племянник Гомеса Пит Коралл принял медаль Почёта за своего дядю от президента США Барака Обамы в ходе церемонии в Белом доме 18 марта 2014 года.

## Наградная запись к медали Почёта
Президент Соединённых штатов Америки, уполномоченный актом Конгресса от 9 июля 1918 года (с поправками от 25 июля 1963 года) с гордостью вручает медаль Почёта (посмертно)

ЭДУАРДО КОРРАЛУ ГОМЕСУ
Армия Соединённых Штатов

За выдающуюся храбрость и отвагу, проявленные с риском для жизни при выполнении и перевыполнении долга службы:
Сержант Эдуардо К. Гомес отличился благодаря отважным и храбрым действиям при выполнении и перевыполнении долга службы в ходе службы в роте I Восьмого кавалерийского полка Первой кавалерийской дивизии в ходе боевых действий против вооружённого противника у Табу-донга, Корея 3 сентября 1950 года. В полдень в ходе боевого патрулирования рота сержанта Гомеса была решительно атакована силами противника. Противник продвинулся на расстояние в 75 ярдах от командного пункта и был остановлен ракетным обстрелом. Однако вражеский танк и несколько вражеских пулемётов продолжали обстреливать роту по периметру разрушительным огнем. Поняв, что танк представляет серьёзную угрозу для всего оборонительного периметра, сержант Гомес добровольно прополз тридцать ярдов по открытому рисовому полю, оказавшись уязвимым для вражеского наблюдения и обстрела. Гомес взобрался на танк, открыл один из люков на башне и бросил внутрь гранату, уничтожив экипаж. Получив ранение в левую часть тела в ходе возвращения на позицию, сержант Гомес отказался от эвакуации. Заметив, что тренога пулемета 30-го калибра оказалась выведена из строя вражеским огнем, он взял оружие в руки, вернулся на передовую оборонительную позицию и повёл плотный огонь по атакующим силам противника. Хотя оружие нагрелось, обжигало его руки, его раны продолжали кровоточить сержант Гомес продолжал удерживать позицию. Получив приказ отступить перед лицом подавляющего превосходства противника, он остался, чтобы вести прикрывающий огонь. Сержант Гомес продолжал вести точный огонь по рядам противника, вызывая большие потери и замедляя их продвижение. Сержант Гомес продолжал отказываться от медицинской помощи пока его рота не сформировала новый оборонительный периметр. Необычайный героизм и самоотверженность проявленные сержантом Гомесом при выполнении и перевыполнении долга службы поддержали высочайшие традиции военной службы и принесли великую славу ему, его части и армии США.
Оригинальный текст (англ.)
The President of the United States of America, authorized by Act of Congress, July 9, 1918 (amended by act of July 25, 1963), takes pride in presenting the Medal of Honor (posthumously) to:

EDUARDO CORRAL GOMEZ
United States Army

For conspicuous gallantry and intrepidity at the risk of his life above and beyond the call of duty:
Sergeant Eduardo C. Gomez distinguished himself by acts of gallantry and intrepidity above and beyond the call of duty while serving with Company I, 8th Cavalry Regiment, 1st Cavalry Division during combat operations against an armed enemy in Tabu-dong, Korea on September 3, 1950. That afternoon, while conducting combat patrol, Sergeant Gomez' company was ruthlessly attacked by a hostile force which moved within seventy-five yards of the command post before it was immobilized by rocket fire. However, an enemy tank and multiple enemy machineguns continued to rake the company perimeter with devastating fire. Realizing the tank posed a serious threat to the entire perimeter, Sergeant Gomez voluntarily crawled thirty yards across an open rice field vulnerable to enemy observation and fire, boarded the tank, pried open one of the hatches on the turret and dropped an activated grenade into the hull, killing the crew. Wounded in the left side while returning to his position, Sergeant Gomez refused evacuation. Observing that the tripod of a .30 caliber machinegun was rendered inoperable by enemy fire, he cradled the weapon in his arms, returned to the forward defensive positions, and swept the assaulting force with withering fire. Although his weapon overheated and burned his hands and his painful wound still bled, Sergeant Gomez maintained his stand and, upon orders to withdraw in the face of overwhelming enemy superiority, remained to provide protective fire. Sergeant Gomez continued to pour accurate fire into the enemy ranks, exacting a heavy toll in casualties and retarding their advance. Sergeant Gomez would not consent to leave his post for medical attention until the company established new defensive positions. Sergeant Gomez's extraordinary heroism and selflessness above and beyond the call of duty are in keeping with the highest traditions of military service and reflect great credit upon himself, his unit and the United States Army.

### Другие награды
Кроме медали Почёта Гомес удостоился:
- Значок боевого пехотинца

- Медаль Почёта
- Бронзовая звезда с бронзовым дубовым листом и литерой «V»
- Пурпурное сердце с бронзовым дубовым листом
- Медаль «За безупречную службу» (армия)
- Медаль «За Американскую кампанию»
- Медаль «За Европейско-африканско-ближневосточную кампанию» с бронзовой звездой за службу
- Медаль Победы во Второй мировой войне
- Медаль «За защиту Америки»
- Медаль «За службу в оккупационной армии» с пряжкой "Германия"
- Медаль «За службу национальной обороне»
- Медаль «За службу в Корее»
- Медаль «За службу ООН в Корее»

- Honorable Service Lapel Button-WWII
- Благодарность президента Республики Корея
- Президентская благодарность подразделению